# Ardisia laxa
Ardisia laxa är en viveväxtart som beskrevs av Carl Christian Mez. Ardisia laxa ingår i släktet Ardisia och familjen viveväxter. Inga underarter finns listade i Catalogue of Life.